# Krvavý soud v Cannstattu
Krvavý soud v Cannstattu, někdy zvaný Hrdelní soud v Cannstattu, je historická událost z roku 746, která vedla k zániku Alamanského vévodství.

## Historický kontext
Alamani byli stejně jako jiné germánské i negermánské kmeny od vzestupu Franské říše v 6. století pod tlakem integrace v rámci státu ovládaného rodem Merovejců.
Část alamanské šlechty včetně jejich vévodů byli křesťané již od pozdního 6. století, avšak rozsáhlá christianizace Alamanů proběhla až ve století osmém, ale nikoliv násilnou formou jako později u Sasů.. Oproti tomu byli místní vévodové pod neustálým vojenským tlakem od vzestupu Karolingů jako franských majordomů. Po smrti alamanského vévody Gotfrida († 709), pocházejícího z rodu Agilolfingů a blízkého příbuzného bavorských vévodů, podnikl majordomus Pipin II. Prostřední tažení proti jeho synům Lantfridovi a Theudebaldovi, ovšem uspěl jen s formální podřízeností. Jeho syn Karel Martel podnikl roku 725 a mezi léty 728 až 730 tažení proti Alamanům, které se neobešlo bez rozsáhlého plenění. Vévoda Landfrid roku 730 uznal svoji porážku, ale téhož roku zemřel. Jeho bratra a nástupce Theudebalda Karel Martel za vévodu neuznal. Po smrti tohoto majordoma roku 741 se Alamani opět vzbouřili a připojili se k rozsáhlé rebelii ve Franské říši jako spojenci bavorského vévody Odila.

## Karlomanův soud
Synové Karla Martela a zároveň noví majordomové Pipin a Karloman byli nuceni tuto situaci řešit. Prvně podnikli válečné tažení do Akvitánského vévodství, na podzim roku 742 společně porazili alamanského vévodu Theudebalda. Další tažení proti Alamanům podnikl Pipin roku 744. Téhož roku vévodové Akvitánie i Bavorska uznali svoji porážku a uzavřeli s Franky mír.
Roku 746 Alamani opětně povstali, ale aniž by došlo k vojenskému střetu, sešly se obě znepřátelené strany v Cannsttatu (dnes součást Stuttgartu), ve zdejší pevnosti. Která strana setkání iniciovala, není známo, ale alamanská šlechta na toto setkání s majordomem Karlomanem přišla dobrovolně, snad chtěla dohodnout nějaké podmínky míru. Jenže Karloman proměnil setkání v soud, nechal všechny zúčastněné alamanské předáky zatknout a následně popravit. Tím přišli Alamani o svoji přirozenou vedoucí vrstvu a Frankové po následném vpádu alamanskou zemi rozdělili na hrabství, která se ocitla v rukou franské šlechty.
Teprve začátkem 10. století došlo v podobných hranicích původního Alamanského vévodství k vzniku nového středověkého celku, známého jako Švábské vévodství.